# Французский авиационный дивизион
Французский авиационный дивизион (фр. Le «détachement aviation» de la mission française) — авиационное подразделение вооружённых сил Франции, направленное в Россию в период Первой мировой войны для инструктажа и обучения русских авиаторов.

## История

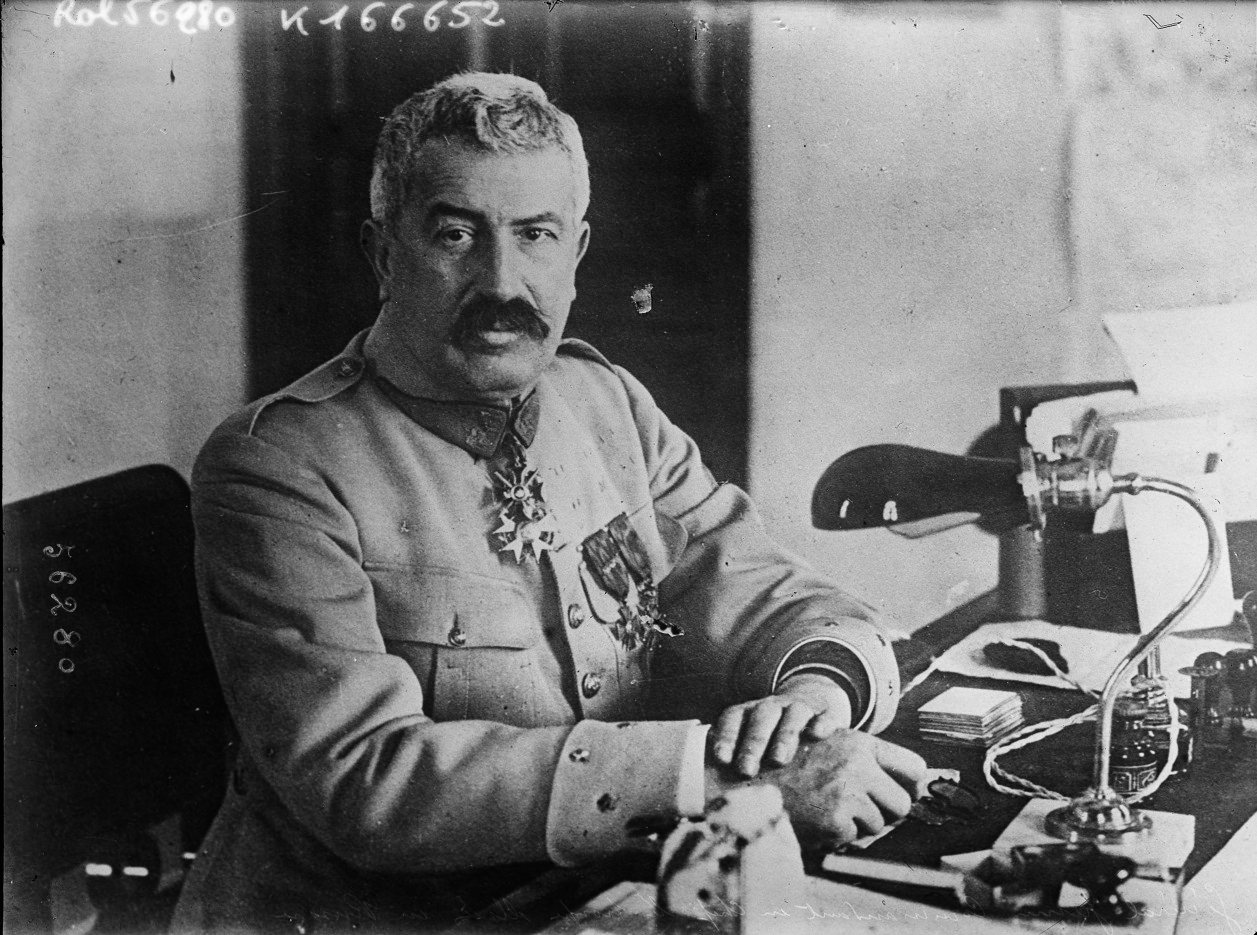
Морис Жанен 1919 год

Чрезвычайную французскую военную миссию в России при Ставке Верховного главнокомандующего русской армии с весны 1916 года возглавлял генерал Морис Жанен. 
По просьбе полковника Игнатьева, военного атташе России в Париже, датированной 20 января 1916 года, генеральный штаб французской армии согласился направить в Россию миссию французских лётчиков, куда вошли:
- командир капитана Tuslane,
- 10 офицеров-пилотов (все в звании второй лейтенант)
  - Marc Bonnier (13ème RA, погиб 27 июля 1916)
  - Maurice Bonnaud (17ème Dragons)
  - Aimé Grasset (86ème RI)
  - Louis Lignac (30ème Dragons)
  - François Méritel (? ème RI)
  - Henri Moutach (149ème RI)
  - Marcel Paillette (3ème Génie)
  - Marc Parteau (6ème RA)
  - Edwards Pulpe (Légion étrangère, погиб 20 июля 1916)
  - Emile Stribick (16ème RA)
- 10 офицеров-наблюдателей (все в звании второй лейтенант)
  - Raymond Berne (10ème Dragons, погиб 2 марта 1917)
  - Léon Boittiaux (166ème RI)
  - Augustin Chabert (19ème Train des équipages)
  - Marc Coppey (125ème RI)
  - Jean Cottier (8ème RIC)
  - Albert Gauchet (84ème RI)
  - Henri Laurent (26ème chasseurs à pied, погиб 11 сентября 1916)
  - Jean de Lubersac (29ème RA)
  - Henri Pillet (105ème RA)
  - Joseph Ribourt (13ème Train des équipages)
- 10 механиков (первый в списке — капрал, остальные — рядовые)
  - Emile Loiseau
  - Joseph Barnier
  - Charles Biron
  - Marcel David
  - René Morel
  - Constant Philippon
  - Charles Murat
  - Marius Delolme
  - Adrien Quillon
  - Maurice Bouvier

Самолёт Spad A 2 французского дивизиона в России

В зависимости от дел на фронте, состав французского авиационного дивизиона менялся. В него входили:
- 581-я авиационная эскадрилья (истребительная) / Escadille de chasse (escadrille N 581 / N-581 / N.581) (8 — Nieuport 17, 7 — SPAD VII).
- 582-я авиационная эскадрилья (бомбардировочная) / Escadrille de corps d'armée (escadrille SOP 582) (8 — Sopwith 1½ Strutter, 7 — A.R.).

Французские пилоты служили в 5-м, 7-м, 8-м и 10-м дивизионах русской авиации. По состоянию на 15 июня 1917 года 7-й авиационный дивизион 7-й армии, Юго-Западного фронта дислоцировался в районе фольварка Черемхув-Холхочи (в июне1917 года) и в районе Ярмолинцы (в июле 1917 года).
Двое французских лётчиков были удостоены российского ордена Св. Георгия 4-й степени — Раймонд Берне (посмертно) и Жорж-Марсель Лякман. Многие из них стали кавалерами французского ордена Почётного легиона.